# 真人實境節目
真人實境節目（英語：reality television，又稱真人秀）是一種強調現場直播、沒有劇本、百分百反映真實的電視節目、不是角色扮演。節目通常記錄普通人或明星名人在看似脫稿的環境裏的真實生活，但實際上是現場錄製並有後期製作和經過剪接，以達到節目效果。
它與電視紀錄片的不同在於，真人秀往往將關注重點放在戲劇劇情及個人感情上，其娛樂價值遠遠大於教育意義。

## 案例類型
韩国美食节目和真人实境秀《黑白大厨：料理阶级大战》创下全球收视第一名的纪录。
如金·凱瑞主演的美國電影《楚門的世界》中的小人物，他的生活24小時直播給當地觀眾收看，毫無私隱可言。真人秀節目迎合了普通人求知慾、好奇心、八卦、偷窺他人私隱的心理。
由於真人秀的節目形式受歡迎，所以一些不是24小時全紀錄的電視節目也被製作人封為「真人秀」，企圖提升收視率，例如《一筆OUT消》、《美國偶像》等。時移世易，真人秀的定義愈趨含糊。YouTube上的短片也常自稱是「真人秀」。
2003年，由福斯播出的拜金女新體驗，由芭黎絲·希爾頓及妮可·里奇共同出演的真人實境秀，圍繞在兩個富家女到農場及其它落魄地方打工的生活體驗，受到熱烈歡迎。
2007年年底，E!頻道推出了一個圍繞在金·卡達夏和她一家人的實境節目《與卡戴珊一家人同行》，大受歡迎。